# Тридцатая (река, впадает в Охотское море)
Тридцатая (Унтова) — река на полуострове Камчатка в России.
Длина реки — 49 км. Протекает по территории Соболевского района Камчатского края. Впадает в Охотское море.
По данным государственного водного реестра России относится к Анадыро-Колымскому бассейновому округу.